# Дзидзигури, Арчил Амвросиевич
Арчил Амвросиевич Дзидзигури — советский хозяйственный, государственный и политический деятель, учёный в области механики.

## Биография
Родился в 1914 году в Кутаиси. Член КПСС.
С 1938 года — на хозяйственной, общественной и политической работе. В 1938—1980 гг. — аспирант Грузинского индустриального института, старший научный сотрудник, доцент, директор института горной механики АН Грузинской ССР, профессор, ректор Грузинского политехнического института. 
Заслуженный деятель науки и техники Грузинской ССР (1964). Член-корреспондент, академик АН Грузинской ССР (1969). 
Делегат XXV съезда КПСС. 
Умер в Тбилиси в 1997 году.